# Marc Daniels
Marc Daniels, właśc. Daniel Marcus (ur. 27 stycznia 1912 w Pittsburghu, zm. 23 kwietnia 1989 w Santa Monica) – amerykański reżyser telewizyjny i teatralny, znany m.in. z pracy przy serialach Kocham Lucy i Star Trek: Seria oryginalna. Trzykrotnie nominowany do nagrody Emmy.

## Życiorys

### Młodość
Był absolwentem University of Michigan. W czasie II wojny światowej przez dwa lata walczył w służbie czynnej, a także pracował przy produkcji filmu To jest armia (1943). Po zakończeniu tego konfliktu studiował aktorstwo i reżyserię w American Academy of Dramatic Arts. Karierę telewizyjną rozpoczął w 1948 jako reżyser programu Ford Theater w telewizji CBS, cyklu widowisk na żywo opartych na dziełach literackich oraz na oryginalnych scenariuszach.

### Kocham Lucy
W 1951 został głównym reżyserem debiutującego wówczas serialu Kocham Lucy. Wraz z grupą współpracowników wprowadził tam pionierskie wówczas rozwiązanie techniczne, które później znalazło zastosowanie przy wielu innych serialach, zwłaszcza sitcomach. Zamiast typowo filmowego sposobu realizacji zdjęć, opierającego się na krótkich ujęciach z użyciem jednej kamery, Daniels i jego zespół zdecydowali się na to, aby aktorzy grali odcinki serialu niemal jak sztuki teatralne, z udziałem publiczności na żywo i z minimalną liczbą przerw technicznych. Aby uchwycić całą akcję, na planie pracowały równocześnie trzy kamery. Rozwiązanie to pozwoliło osiągnąć lepsze efekty zwłaszcza w obszarze gry aktorskiej, gdyż bezpośrednie obcowanie obsady z żywą widownią korzystnie wpływało na ostateczny efekt. Daniels opuścił ekipę Kocham Lucy po jednym sezonie, licząc na znalezienie lepiej płatnej pracy.

### Późniejsza kariera
Daniels cieszył się opinią fachowca potrafiącego wyjątkowo sprawnie panować nad technicznymi aspektami produkcji telewizyjnej, co uczyniło z niego wziętego reżysera zarówno produkcji ogólnodostępnych, jak i transmisji realizowanych na wewnętrzny użytek dużych firm, a nawet wojska. Pracował przy wybranych odcinkach takich seriali jak m.in. Doktor Kildare, Bonanza czy Gunsmoke. Był także jednym z głównych reżyserów pierwszej odsłony Star Treka, w ramach której zrealizował 15 odcinków. Trzykrotnie pracował również jako reżyser teatralny, specjalizujący się w musicalach. Zmarł w wieku 77 lat, przyczyną zgonu była niewydolność serca.

## Nagrody i wyróżnienia
| nagroda | rok  | kategoria                         | serial / program                                                | nagroda / nominacja |
| ------- | ---- | --------------------------------- | --------------------------------------------------------------- | ------------------- |
| Emmy    | 1983 | reżyseria serialu dramatycznego   | Sława                                                           | nominacja           |
| Emmy    | 1984 | reżyseria programu dla dzieci     | ABC Weekend Specials                                            | nominacja           |
| Emmy    | 1985 | reżyseria serialu komediowego     | Alice                                                           | nominacja           |
| Hugo    | 1967 | najlepsza prezentacja dramatyczna | Star Trek: Seria oryginalna (odcinek Bunt)                      | nagroda             |
| Hugo    | 1967 | najlepsza prezentacja dramatyczna | Star Trek: Seria oryginalna (odcinek Wirus)                     | nominacja           |
| Hugo    | 1968 | najlepsza prezentacja dramatyczna | Star Trek: Seria oryginalna (odcinek Po drugiej stronie lustra) | nominacja           |
| Hugo    | 1968 | najlepsza prezentacja dramatyczna | Star Trek: Seria oryginalna (odcinek Maszyna zagłady)           | nominacja           |

źródło: